# Diego Sánchez Duque
Diego Sánchez Duque, né le 6 novembre 1963, est un homme politique espagnol membre du Parti populaire (PP).

## Biographie

### Vie privée
Il est marié et père d'une fille.

### Activités politiques
Il est député à l'Assemblée d'Estrémadure de 1993 à 2015 et conseiller municipal de Brozas de 1995 à 1999 puis de 2011 à 2015.
Le 21 juillet 2015, il est désigné sénateur par l'Assemblée d'Estrémadure en représentation de l'Estrémadure. Il démissionne alors de son mandat de député et est remplacé par Dolores Marcos.